# Chalybion bengalense
Chalybion bengalense là một loài côn trùng cánh màng trong họ Sphecidae, thuộc chi Chalybion. Loài này được Dahlbom miêu tả khoa học đầu tiên năm 1845.